# Flambeado

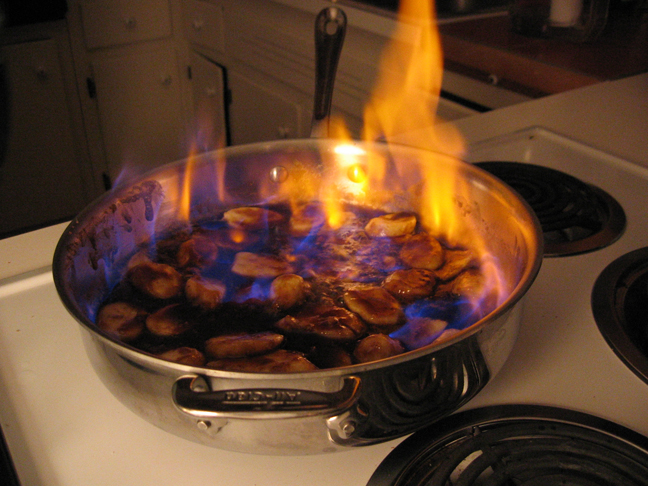
Plátano flambeado.

El flambeado (del francés flamber, ‘hacer llamas’) es una forma de cocinar con alcohol (etanol) de forma que se logren dos efectos: hacer más crujiente la superficie del alimento, o introducir un efecto espectacular en la presentación de un plato a los comensales. 

## Historia
En el siglo XIX se descubrió el flambeado en la ciudad de Montecarlo cuando en el año 1895 Henri Carpentier, un camarero, prendió fuego a la sartén de crepes que preparaba para el que sería Eduardo VII del Reino Unido, descubriendo de esta forma que quemar una salsa afecta a su sabor de forma imprevista.